# Amé de Chalon
Amé de Chalon, mort le 14 février 1432, est un abbé du monastère de Saint-Pierre de Baume-les-Messieurs ou les-Moines (actuellement dans le département du Jura) aux XIVe – XVe siècles, de 1389 à 1431. Son tombeau, dégradé, se trouve encore dans l'église de l'abbaye. 

## Biographie

### Origines
Amé est l'un des fils adultérins de Jean III de Chalon-Auxerre (vers 1318-1379).
Jean III a deux autres fils adultérins, dits bâtard de Chalon, Henri († 1400), écuyer de son neveu Louis II de Chalon-Tonnerre, comte d'Auxerre et seigneur de Châtelbelin qui le nomme châtelain de Saint-Aubin (1398), et Jean († 1412), capitaine et juge gruyer du comté de Tonnerre, membre du conseil de son neveu Louis II de Chalon-Tonnerre, comte d'Auxerre et seigneur de Châtelbelin.
Tous deux sont inhumés dans l'église de l'abbaye que dirigeait leur frère Amon qui avait peut-être eu le projet d'une nécropole familiale.

### Abbé de Baume-les-Messieurs (les-Moines)

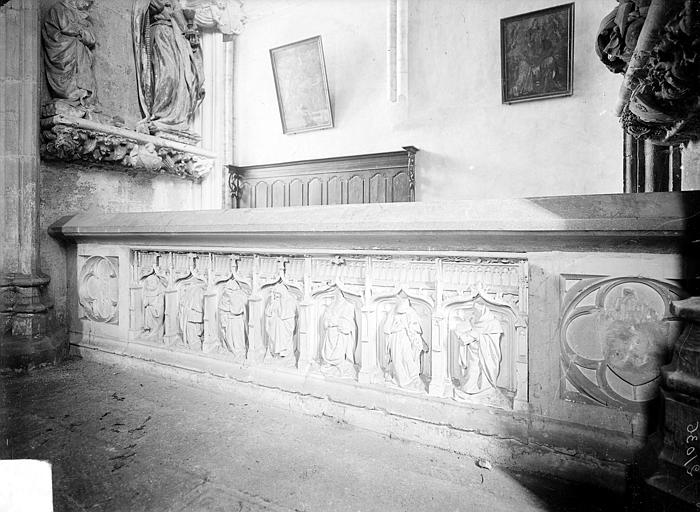
Tombeau d’Amé de Chalon (XVe siècle) dans l’abbaye de Baume

Durant la longue période où Amé de Chalon est abbé de Baume (de 1389 à 1431), il rétablit la prospérité de l'abbaye ruinée et incendiée en 1336 lors de la guerre des barons comtois contre Eudes IV, duc de Bourgogne, et embellit l’édifice : on lui doit par exemple le réaménagement du réfectoire, la réorganisation du chœur liturgique avec jubé et stalles, la construction d’une chapelle funéraire et la transformation partielle du cloître (attribution incertaine). Il a lui-même commandité l’érection de son tombeau à un emplacement prestigieux à côté du grand autel, entre le sanctuaire et la chapelle privée de l'abbé.

## Son tombeau
C’est un monument riche et imposant, avec gisant (détruit à la Révolution), pleurants (sept pleurants sur chacune des deux faces du monument) et diverses statues dispersées ou détruites (saint Michel par exemple). Le thème général, original, est le jugement particulier de l’abbé par le Christ Juge.